# Palos Hills (Illinois)
Palos Hills je grad u američkoj saveznoj državi Ilinois. Prema popisu stanovništva iz 2010. u njemu je živjelo 17.484 stanovnika.